# Frot
Frot je muško-muški genitalni seks, u kojemu muški partneri međusobno trljaju uspravljenim penisima, u pravilu dok su u prednjem zagrljaju. Naravno, mogući su i razni drugi spolni položaji za frot.